# Кермадек, Эжен-Нестор де
Эжен-Нестор де Кермадек (фр. Eugène-Nestor de Kermadec; 21 мая 1899, Париж — 12 апреля 1976, Париж) — французский художник и график, один из виднейших представителей абстрактной живописи и кубизма во французском искусстве XX века.

## Жизнь и творчество
Э. де Кермадек был сыном учителя гимназии, родом из Гваделупы. В 1915—1917 годах он изучает скульптуру в Школе декоративного искусства, и позднее — рисунок в парижской Школе изящных искусств. В 1910—1920 годы был активным участников авангардистского движения, первоначально писал свои полотна в кубистском стиле. В 1919 году Кермадек знакомится и завязывает дружеские отношения с Амедео Модильяни, Хаимом Сутиным и Робером Десносом. Начиная с этого времени он выставляет свои картины в Салоне Независимых, а также на других групповых выставках. Первая персональная выставка художника состоялась в 1929 году в парижской галерее Симона.
В более поздний период живопись Кермадека составляет почти исключительно изображение женского ню, пластичные формы которого художник передаёт яркими красками, абстрактными плоскостями и точными линиями. В 1946, 1957, 1973 и 1977 годах персональные выставки Кермадека состоялись в парижской галерее Лейрис (Galerie Leiris). Он также принимает участие в многочисленных международных выставках: в Берлине (1929), Токио (1933), Торонто (1949), Штутгарте (1960) и т. д. В 1959 году его работы были выставлены на documenta II в Касселе. Известен также как книжный иллюстратор (например, произведений своего друга, поэта Франсиса Понжа).

## Галерея
- Образцы работ Э-Н. де Кермадека